# Gare de Portet-Saint-Simon
Gare de Portet-Saint-Simon vasútállomás Franciaországban, Portet-sur-Garonne településen.

## Vasútvonalak
Az állomást az alábbi vasútvonalak érintik:
- Toulouse–Bayonne-vasútvonal
- Portet-Saint-Simon–Puigcerdà-vasútvonal

## Kapcsolódó állomások
A vasútállomáshoz az alábbi állomások vannak a legközelebb:
- Gare de Muret
- Gare de Pins-Justaret
- Gare de Toulouse-Saint-Agne